# Den fjärde mannen
Den fjärde mannen är en svensk miniserie i tre delar med premiär i SVT den 30 december 2014. För regin står Kristian Petri. Manuset är skrivet av Sara Heldt och Johan Widerberg och bygger på Leif G.W. Perssons bok "En annan tid, ett annat liv".
Ramberättelsen kretsar kring ambassaddramat 1975 och utgångspunkten är att tyskarna måste ha haft hjälp av svenskar för att kunna genomföra sitt uppdrag. Precis som i romanen utspelas handlingen i tre tidsepoker: vid ambassaddramat 1975, vid ett mord på Östermalm 1989 samt i nutid när de olika händelserna knyts samman.
Miniserien utgör andra delen av SVT:s "Leif GW Persson trilogi": En pilgrims död, Den fjärde mannen och Den döende detektiven, alla med Rolf Lassgård som Lars Martin Johansson i huvudrollen. 
I miniserien är romanfiguren Anna Holt utbytt mot Eriksson, som spelas av Helena av Sandeberg i alla tre miniserierna.

## Rollista
| Rolf Lassgård       | – Lars Martin Johansson, tillträdande Säpochef i nutid |
| Helena af Sandeberg | – Jeanette Eriksson, polisintendent                    |
| Claes Malmberg      | – Evert Bäckström, kriminalkommissarie                 |
| Per Svensson        | – Bo Jarnebring, kriminalinspektör                     |
| Henrik Norlén       | – Jan Lewin, kriminalkommissarie                       |
| Shima Niavarani     | – Linda Martinez, kriminalkommissarie                  |
| Jacob Ericksson     | – Nilsson, statsministerns särskilde sakkunnige        |
| Helena Bergström    | – Helena Stein, statssekreterare i nutid               |
| Ida Engvoll         | – Helena Stein 1975                                    |
| Kjell Bergqvist     | – Erik Berg, byråchef Säpo                             |
| Johannes Brost      | – Åke Persson, före detta kriminalkommissarie vid Säpo |
| Jonas Karlsson      | – Claes Waltin, polisöverintendent Säpo                |
| Lena B. Eriksson    | – Pia                                                  |
| Erik Johansson      | – Theodor Tischler                                     |
| Erik Ehn            | – Welander                                             |
| Sven Ahlström       | – Ohlsson                                              |
| Paul Guilfoyle      | – Liska                                                |
| Sebastian Hülk      | – Taufer                                               |
| Nikola Kastner      | – Krabbe                                               |
| Anders Johannisson  | – Wijnbladh                                            |
| Douglas Johansson   | – Stridh                                               |
| Zardasht Rad        | – Chaufför                                             |
| Nikola Ruzicic      | – Behrnard Rössner                                     |
| Anton Weil          | – Dellwo                                               |
| Sten Ljunggren      | – Majoren                                              |
| Meta Velander       | – Granne                                               |
| Sandra Redlaff      | – Jolanta, städerska av polskt ursprung                |